# David Brolliet
Pour les articles homonymes, voir Brolliet.
David Brolliet, né le 11 mai 1960 à Genève, en Suisse, est un collectionneur suisse d’art contemporain.

## Biographie
Né dans une famille protestante arrivée en Suisse à la révocation de l’Édit de Nantes, David H. Brolliet est le fils de Michèle Clerc de Blonay et de Jean Brolliet, propriétaire de Brolliet et Cie, une entreprise familiale de gestion de fortune et de gestion immobilière fondée en 1903.
Après avoir obtenu son baccalauréat en France, il part aux États-Unis en 1980 pour poursuivre ses études. Il suit un double cursus en sciences politiques et commerce international à l’American University et à l’université de Georgetown à Washington DC d’où il sort diplômé d’un Bachelor en Intégration européenne. Lors de son séjour aux États-Unis, il fera plusieurs rencontres marquantes dans les milieux diplomatiques et gouvernementaux, notamment celle de Jacques de Larosière de Champfeu, ancien directeur général du FMI. Il rencontrera également le célèbre galeriste Leo Castelli à New York.
De retour en Suisse, il suit des formations dans le secteur bancaire et travaille pour des banques privées japonaises, néerlandaises et suisses. Son expérience la plus significative dans ce secteur restera celle de la Compagnie de Banque et d’Investissement devenue Union Bancaire Privée (UBP). Le banquier Edgar de Picciotto, fondateur de l’UBP, apporte son soutien à David Brolliet lorsque ce dernier décide de ne pas rejoindre les affaires familiales.
L’année suivant le décès de son père en octobre 1987, David Brolliet crée une entreprise de communication et de relations publiques, Prestige SA, spécialisée dans le secteur du luxe. Il prend le contrôle d’une société d’événementiel dont le producteur français Eddie Barclay est l’un des actionnaires. Une amitié se lie dès lors entre les deux hommes. Il compte parmi ses mandats la société Dunhill du groupe horloger Richemont ou encore l’événement marocain Trophée Hassan II de golf. Il s’intéresse au venture-capital et devient investisseur en capital-risque. En 1995, il aménage un pied à terre à Paris et investit dans le domaine de l’audiovisuel avant de s’orienter vers des projets culturels.

### Engagement culturel
Très jeune, David Brolliet s’implique dans la vie politique suisse. Il occupe différentes fonctions au sein du parti libéral et est élu conseiller municipal de Genève pour deux mandats dans les années 90. Il défend notamment le rôle de la culture pour le rayonnement de la ville de Genève et contribue avec son groupe politique à l’achat du bâtiment du MAMCO, musée d’art moderne de Genève auquel il a donné et prêté des œuvres importantes. Il siège par ailleurs dans plusieurs conseils d’administration d’institutions culturelles genevoises et internationales. Cet engagement culturel se traduit également par son action au sein de l’ADIAF (Association pour la Diffusion Internationale de l’Art Français), association de collectionneurs qui organise le Prix Marcel Duchamp pour la jeune création accueilli par le centre Pompidou. Il rejoint le Conseil d’administration de l’ADIAF pendant plusieurs années jusqu’à son départ de Paris fin 2009 et prête aux commissaires des expositions de la triennale « De leur temps » des œuvres de sa collection.

### Collection d’art contemporain
À 18 ans, à la suite de l’acquisition par son père d’une œuvre de l’artiste polonais Mitoraj auprès du galeriste genevois Pierre Huber, il reçoit en cadeau une sculpture de l’artiste lyonnais Jean-Philippe Aubanel. Il commence à se passionner pour l’art contemporain et achète en payant à tempérament des œuvres d’autres artistes de Lyon, de Suisse et d’ailleurs comme John Armleder, Sylvie Fleury, Roman Signer ou Pipilotti Rist. Lorsqu’il arrive à Paris en 1995, il acquiert la nouvelle scène artistique de l’époque : Saâdane Afif, Kader Attia, Wang Du, Richard Fauguet, Marlene Mocquet, Bruno Peinado, Erwin Wurm, Chen Zhen, Mounir Fatmi. À leurs côtés, Barthélémy Toguo, Romuald Hazoumè, Pascale Marthine Tayou et Frédéric Bruly Bouabré firent partie des premiers artistes africains à rejoindre sa collection. Pour l’enrichir et financer l’acquisition de nouvelles œuvres, David Brolliet décide alors de se séparer de certaines pièces significatives de sa collection, parmi lesquelles des sculptures de Bernar Venet et de Jean-Michel Basquiat. 
Tombé amoureux du Sénégal en 2015, il se rend à la Biennale de Dakar en 2016 où il rencontre, entre autres, les artistes sénégalais Kemi Bassene, Badou Diak, Fally Sène Sow, Ndoye Douts, Soly Cissé et le grand maître Viyé Diba qui rejoignent sa collection. Plus tard, il rencontre le photographe Antoine Tempé qui réalise son portrait.
En 2018, le public découvre sa collection lors de l’exposition « Collection David H. Brolliet, Genève : 40 ans de passion » à la Fondation Fernet-Branca à Saint-Louis en France rassemblant des œuvres de grands noms de l’art contemporain comme Jacques Villeglé,Wim Delvoye, Cindy Sherman, Olafur Eliasson, Takashi Murakami, Robert Mapplethorpe. Parmi la sélection figurent également des artistes africains de renom tels qu’Abdoulaye Konaté, Romuald Hazoumè, Ousmane Dia, Omar Ba, Seydou Keïta. Les visiteurs et la presse sont enthousiastes. David Brolliet décide alors de donner un nouveau virage à sa collection dont le cœur est désormais essentiellement composé d’art contemporain africain. Elle rend compte de « la diversité des langues et des cultures du continent », selon le collectionneur suisse.
À partir de 2019, la capitale sénégalaise devient la base de la collection David Brolliet Genève-Dakar en Afrique. Il acquiert un appartement dans le quartier de Mermoz de Dakar. Depuis, il aménage ce lieu hybride entre espace privé et public pour pouvoir y présenter des œuvres de designers et d’artistes sénégalais, ces acquisitions récentes auprès de la nouvelle génération d’artistes ayant pour vocation de rester sur place au Sénégal, David Bolliet envisageant d’en faire une donation au pays. Le projet prévoit en outre d’accueillir des créateurs en résidence et d’organiser des expositions, conférences et événements culturels. 
David Brolliet entretient des relations privilégiées avec les artistes qu’il collectionne. « Cette proximité avec les artistes est une des caractéristiques de ce collectionneur qui n’achète pas d’œuvre sans avoir préalablement rencontré l’artiste », écrivent Véronique Hillereau et Yann Rudler, commissaires de l’exposition David Brolliet à la Fondation Fernet-Branca.

### Expositions
La collection David Brolliet a été exposée du 27.05.18 au 30.09.18 à la Fondation Fernet Branca à Saint-Louis en France sous le titre « Collection David H. Brolliet, Genève : 40 ans de passion ».
Un film documentaire de 60 minutes réalisé par le collectif de réalisateurs Creativtv a été présenté à l’occasion de cette exposition. Pendant dix ans, le collectif a suivi les pérégrinations de David Brolliet et raconte le quotidien d’une gestion de collection à travers une série d’interviews réalisées lors des grands événements d’art internationaux tels qu’Art Basel, la FIAC ou la Biennale de Venise, des rencontres entre le collectionneur et les artistes dans leurs ateliers et la visite d’une partie de sa collection privée dans son appartement parisien. 
Pour l’exposition panafricaine itinérante « Prête-moi ton rêve » organisée par la Fondation pour le Développement de la Culture Contemporaine Africaine (FDCCA), il prête une œuvre vidéo de Mounir Fatmi intitulée Nada - Danse avec Les Morts qui a été montrée à Casablanca en 2019, à Abidjan en 2020 et à Dakar en 2021. David Brolliet y est également intervenu lors de conférences. 